# Евдокия Олельковна
Евдокия Олельковна — вторая супруга Стефана III Великого, 17 господаря Молдовы. Сестра киевского князя Семёна Олельковича, мать Елены Волошанки и бабушка Дмитрия Внука

## Биография
5 июля 1463 года в Сучаве состоялась свадьба Штефана Великого с сестрой киевского князя Симеона Олельковича, княгиней Евдокией. Штефану тогда было 25 лет, а невеста была красивой молодой блондинкой, почти ещё ребёнком. Евдокия была православного вероисповедания. Её дедушка Владимир Ольгердович, великий князь киевский, первым в своей семье принял христианство.
О Евдокии мало что известно. Известно, что от неё у Штефана было трое детей. Первым был сын Александру, родившийся в 1464 году. До сих пор никто с уверенностью не может сказать, был ли это сын Евдокии или так называемой Марушки, одной из наложниц господаря (по одной из версий, его первой жены). В 1489 году Александр вступил в брак с дочерью Бартоломеу Драгффи, воеводы Ардяла. Он основал церковь Успения Божьей Матери в Бэкэу. Однако жизнь его была относительно недолгой, умер Александр в 32 года в 1496 году. Второго сына назвали Петру. Он, вероятно, родился в 1465—1466 годах и умер в 1480, в 14-15 лет. Его похоронили в монастыре Путна.
Прекрасная Евдокия умерла спустя всего 4 года после вступления в брак, в 1467 году, однако до сих пор не известно, умерла ли она после родов или от болезни. Её могила была обнаружена при раскопках в церкви Мирауцилор.
Когда Евдокия была на грани смерти, Штефан чел Маре был в походе против Матея Корвина. Его вторая жена не дожила до победы мужа. Штефан был очень расстроен, узнав об этом, и долго был безутешен. Даже после третьего брака Штефан делал пожертвования за душу Евдокии.
От брака с Евдокией у Штефана была ещё и дочь Елена Стефановна, которою называли жертвой несчастной судьбы.
В 1479 Штефан начал переговоры с целью заключения династического брака между его дочерью и князем московским Иваном Ивановичем. Он обратился к сестре Евдокии — Феодосии, у которой были родственники в московской семье.
Переговоры велись в Сучаве в 1482 году. После этого Елена отправилась в Москву с великолепной процессией, проходящей через Польшу. Елена и не догадывалась, что не придется никогда больше увидеть своего отца и родных мест. 6 января 1483 года состоялась свадьба, а осенью следующего года Елена родила сына по имени Димитрий, а немного позже и дочь Евдокию. Однако не долго длилось счастье Елены, прозванной в Москве Волошанкой, спустя 7 лет после заключения брака, в 1490 году умирает от подагры её муж. В результате дворцовых интриг после смерти мужа Елену постигла трагическая участь. Вторая жена её свекра София Палеолог была недоброжелательна в отношении сына Елены, Дмитрия Ивановича . В результате заговоров и интриг, организованных ею, Дмитрий и Елена были заточены в подземелье в кандалы. Штефан чел Маре умер, так и не узнав судьбы своей дочери и внука. Спустя год после смерти отца, в 1505 году умерла и Елена, а в 1509 году скончался и Дмитрий.